# Bärbel Höhn

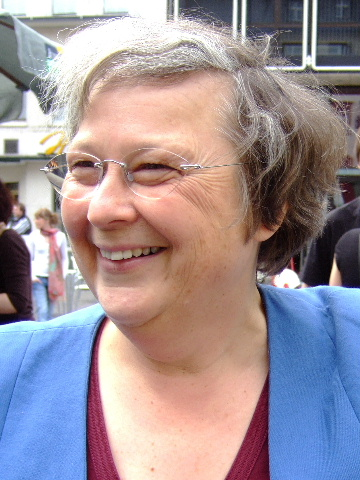
Bärbel Höhn.

Bärbel Höhn, née le 4 mai 1952 à Flensbourg, est une femme politique et économiste allemande.